# 棕灰岩鹪鹛
棕灰岩鹪鹛（学名：Gypsophila calcicola），是雀形目幽鹛科的一种鸟类。

## 特征
棕灰岩鹪鹛体重约27克，翼长约79.8毫米，嘴峰长约20.7毫米，喙宽度约3.9毫米，喙厚度约5.2毫米，跗蹠长约28.3毫米，尾长约72.4毫米。其栖息在半开放的高大树木组成的森林中，食性为杂食性，主要食物来源是陆生无脊椎动物。

## 分布
棕灰岩鹪鹛在其分布区内为留鸟，分布在泰国中部的石灰岩山丘。